# Tokyo Metropolitan Art Museum
Il Tokyo Metropolitan Art Museum (東京都美術館?, Tōkyō-to Bijutsukan) è un museo d'arte a Tokyo, il primo museo d'arte pubblico in Giappone. È uno dei tanti musei giapponesi che sono supportati da un governo prefettizio. L'attuale struttura, progettata da Kunio Maekawa, fu completata nel 1975.

## Storia
Il museo è stato aperto il 1 maggio 1926 con il nome di Tokyo Prefectural Art Museum attraverso la donazione dell'uomo d'affari, Keitaro Sato. Lo stile architectonico dell'edificio originale, era di tipo classicista europeo con ingressi su tutti e quattro i lati e una fila di colonne che fronteggiava ogni entrata. Era stato progettato da Okada Shinichiro, docente alla Tokyo School of Fine Arts e alla Waseda University.
Il museo si trova nel parco di Ueno.